# Chick (filme)
Chick é um filme de comédia policial britânico de 1936, dirigido por Michael Hankinson e estrelado por Sydney Howard, Betty Ann Davies e Fred Conyngham. Baseia-se em 1923 no romance de mesmo nome por Edgar Wallace, que anteriormente tinha sido a base para o filme mudo homônimo de 1928.